# Miroslav Vujadinović
Miroslav Vujadinović est un footballeur monténégrin, né le 22 avril 1983 à Podgorica. Il évolue actuellement au poste de gardien de but au KF Laçi.

## Carrière
- 2002-2010 :  FK Budućnost Podgorica
- 2010-2013 :  KS Vllaznia Shkodër
- 2013-août 2013 :  FK Mladost Podgorica
- août 2013-2014 :  KS Vllaznia Shkodër
- depuis 2014 :  KF Laçi

## Palmarès
- Coupe d'Albanie : 2015